# Ikki Arai
Ikki Arai (født 8. november 1993) er en japansk fodboldspiller, som spiller for den japanske fodboldklub JEF United Chiba.